# Настоящие ежи
Настоя́щие ежи́ (лат. Erinaceinae) — подсемейство млекопитающих семейства ежовых.

## Описание
Для ежей характерны плотное телосложение, очень короткий хвост и короткие, широко расставленные ноги. Спина и в значительной мере бока покрыты твёрдыми колючими иглами вперемешку с редкими тонкими волосками. Иглы представляют собой видоизменённые волосы. Они не выпадают, кроме тех случаев, когда ёж болен или меняет детские иглы на взрослые. Под кожей почти сплошным слоем расположены продольные и кольцевые мышцы, при сокращении которых ёж свертывается в клубок.

## Ареал
Настоящие ежи распространены в Европе (включая Британские острова), в южной части Азии, в Африке. Завезены в Новую Зеландию.
В фауне России представлено 5 видов ежей:
- Обыкновенный ёж (Erinaceus europaeus) — в северных районах Европейской части России
- Южный ёж (Erinaceus roumanicus) — в южных районах Европейской части России и на Северном Кавказе
- Амурский ёж (Erinaceus amurensis) — на юге Дальнего Востока
- Даурский ёж (Mesechinus dauricus) — в Забайкалье
- Ушастый ёж (Hemiechinus auritus) — на юго-востоке Европейской части России (от Дона до Оби), а также в Западной Сибири, Туве и на Кавказе

В Юго-Восточной Азии, Австралии, на Мадагаскаре, а также в Северной и Южной Америке не водятся.

## Классификация
- Род Африканские ежи (Atelerix)
  - Белобрюхий ёж (Atelerix albiventris)
  - Алжирский ёж (Atelerix algirus)
  - Южноафриканский ёж (Atelerix frontalis)
  - Сомалийский ёж (Atelerix sclateri)
- Род Евразийские ежи (Erinaceus)
  - Амурский ёж (Erinaceus amurensis)
  - Восточноевропейский ёж (Erinaceus concolor)
  - Обыкновенный ёж (Erinaceus europaeus), или европейский ёж
  - Южный ёж (Erinaceus roumanicus), или дунайский ёж[2]
- Род Ушастые ежи (Hemiechinus)
  - Ушастый ёж (Hemiechinus auritus)
  - Ошейниковый ёж (Hemiechinus collaris)
- Род Степные ежи (Mesechinus)
  - Даурский ёж (Mesechinus dauuricus)
  - Китайский ёж (Mesechinus hughi)
  - Mesechinus miodon[3]
  - Mesechinus wangi[3]
- Род Длинноиглые ежи (Paraechinus)[4]
  - Эфиопский ёж (Paraechinus aethiopicus)
  - Темноиглый ёж (Paraechinus hypomelas), или лысый ёж, или длинноиглый ёж
  - Индийский ёж (Paraechinus micropus)
  - Голобрюхий ёж (Paraechinus nudiventris)